# 弗里德里希·路德維希·雅恩
约翰·弗里德里希·路德维希·克里斯托夫·雅恩（德語：Johann Friedrich Ludwig Christoph Jahn，1778年8月11日-1852年10月15日）是德国体操教育家和民族主义者，他被认为是德国乃至世界体操运动的奠基人，并影响了1813年的第六次反法同盟，在此戰役期间，德意志諸國有效反抗拿破仑並結束了法兰西第一帝国的占领。他的崇拜者将他称为体操之父雅恩（德語：Turnvater Jahn）。